# Johannes Hansen (Katechet)
Johannes „Hansêraĸ“ Christian Hansen (* 4. April 1837 in Qaqortoq; † 18. Juni 1911 in Alluitsup Paa) war ein grönländischer Katechet und Expeditionsteilnehmer.

## Leben
Johannes Hansen war der Sohn des dänischen Zimmermanns Hans Jacob Hansen und seiner Frau Juditha Andersen. Er war ein Onkel von Henrik Lund (1875–1948) und von Johan Petersen (1867–1960) sowie ein Enkel von Johannes Andersen und Urenkel von Anders Olsen. 1858 wurde er nach Abschluss seiner Ausbildung an Grønlands Seminarium im Alter von 21 Jahren Katechet in Alluitsup Paa. Später wurde er Oberkatechet und wirkte sein ganzes Leben bis zu seinem Tod im Ort. Am 11. August 1861 heiratete er in Qaqortoq Ellen Dorthe Magdalene Isaksen. Später heiratete er die Witwe Kathrine. Aus seiner ersten Ehe stammte unter anderem der Sohn Gerhardt Hansen (1865–?), der wie sein Sohn Sophus Hansen (1904–?) im Landesrat saß.
1884 begann der dänische Marineoffizier Gustav Frederik Holm seine Frauenbootexpedition. Johannes Hansen wollte gerne mitkommen, um die heidnischen Tunumiit das Christentum näherzubringen. Holm wählte Hansêraĸ zum Anführer der mitgenommenen 31 Grönländer aus. Bei der Expedition war Hansen auch als Holms Dolmetscher tätig. Außerdem erstellte er einen vollständigen und detaillierten Zensus der Tunumiit, wo er jeden Ostgrönländer mit Wohnort und Name schriftlich festhielt, sowie erste Aufzeichnungen über die ostgrönländische Sprache. Seine Erfahrungen während der Expedition sind in seinem Tagebuch festgehalten, das 1900 von Signe Rink auszugsweise und später vom Pastor Otto Kristoffer Skaarup vollständig übersetzt von William Thalbitzer im Jahr 1933 herausgegeben wurde. Nach der Expedition wurde er 1886 zum Dannebrogsmand ernannt. Er starb 1911 im Alter von 74 Jahren in Alluitsup Paa, nachdem er dort 53 Jahre lang Katechet gewesen war.